# Katherine Castillo
Katherine Lineth Castillo Macías (* 23. März 1996 in Panama-Stadt) ist eine panamaische Fußballspielerin.

## Karriere

### Klub
Auf Klubebene ist sie seit 2021 beim Tauro FC aktiv.

### Nationalmannschaft
Bei der panamaischen A-Nationalmannschaft hatte sie ihr Debüt im Jahr 2018. Nach dem CONCACAF Women’s Gold Cup 2018 war sie mit beim internationalen Playoff um einen Startplatz bei der WM 2019 dabei. Hier unterlag ihr Team aber im Hin- und Rückspiel, zumindest bei ersterem erhielt sie auch einen Einsatz.
Im Jahr 2020 war sie Teil der Mannschaft bei der Qualifikation für das Olympiaturnier 2020 und schoss hier auch das einzige Tor der Mannschaft, welche mit drei Niederlagen in seiner Gruppe letzter wurde.
Ihre nächsten Einsätze bei einem großen Turnier sind dann von der CONCACAF W Championship 2022 bekannt, für welche sie sich mit ihren Mitspielerinnen wieder qualifizierte. Hier kam sie in zwei der Gruppenspiele zum Einsatz, schied jedoch mit ihrem Team dann nach der Vorrunde aus. Durch die Platzierung auf dem dritten Platz durfte die Mannschaft aber am Playoff-Turnier um einen Startplatz bei der Weltmeisterschaft 2023 teilnehmen. Hier schaffte es ihr Team schlussendlich dann auch sich für die WM zu qualifizieren, bei der ersten Partie bereitete sie zudem noch einen Treffer vor.